# Comitatul Forest, Wisconsin
Comitatul Forest este unul din cele 72 de comitate din statul Wisconsin din Statele Unite ale Americii. Sediul acestuia este localitatea Crandon. Conform recensământului din anul 2000, populația sa a fost 10.024 de locuitori.

## Istoric
Comitatul Forest a fost întemeiat la 11 aprilie 1885 din părți ale comitatelor Langlade și Oconto.

## Demografie

Piramida vârstelor din comitatul Forest (Census 2000)

Conform recensământului din anul 2000, comitatul Forest avea 10.024 de locuitori, în 4043 gospodării și 2.769 familii.
Densitatea populației era de aproximativ 4 locuitori pe km².Numărul locuințelor era de 8.322 cu o densitate medie de 3/km².
Structura demografică: 85.86% albi, 11.30% indigeni, 1.18% negri sau afro-americani, 0.17% asiatici, 0.04% locuitori ai insulelor din Pacific, 0.23% alte grupări etnice, și 1.22% din două sau mai multe grupări etnice. 1.08% din populație erau hispanici sau latini.
Din 4.043 de gospodării: 29.20%  din familii cu copii sub 18 ani, 54% familii căsătorite, 9.80% femei singure, 31.50% necăsătoriți.
Distribuția populației comitatului după vârstă: 25.30% sub 18 ani, 7.80% între 18-24, 23.90% între 25-44, 23.80% între 45-64, și 19.30% de 65 de ani sau mai în vârstă.
Evoluția demografică:
| 1900  | 1910  | 1920  | 1930   | 1940   | 1950  | 1960  | 1970  | 1980  | 1990  | 2000   |
| ----- | ----- | ----- | ------ | ------ | ----- | ----- | ----- | ----- | ----- | ------ |
| 1.396 | 6.782 | 9.850 | 11.118 | 11.805 | 9.437 | 7.542 | 7.691 | 9.044 | 8.776 | 10.024 |

## Geografie
Potrivit Biroului Recensământului, comitatul are o suprafață totală de 2.710 km² din care 2.626 km² este uscat și 84 km² (3.09%)  este apă.

### Comitate învecinate
- Florence - nord-est
- Marinette - est
- Oconto - sud-est
- Langlade - sud-vest
- Oneida - vest
- Vilas - nord-vest
- Iron - nord

### Drumuri importante
| - Autostrada 8 (SUA) - Autostrada 32 (Wisconsin) - Autostrada 55 (Wisconsin) | - Autostrada 70 (Wisconsin) - Autostrada 52 (Wisconsin) - Autostrada 101 (Wisconsin) - Autostrada 139 (Wisconsin) |

### Orașe și orășele

#### Orașe
- Crandon

#### Orășele
- Alvin
- Argonne
- Armstrong Creek
- Blackwell
- Caswell
- Crandon (orășel)
- Freedom
- Hiles
- Laona
- Lincoln
- Nashville
- Popple River
- Ross
- Wabeno

## Demografie
|  | Graficele sunt indisponibile din cauza unor probleme tehnice. Mai multe informații se găsesc la Phabricator și la wiki-ul MediaWiki. |

Date: Wikidata - grafică realizată de Wikipedia